# 李哲 (成化進士)
李哲（1440年—？），字克明，浙江寧波府鄞縣人，民籍，明朝政治人物。進士出身。

## 生平
早年出身國子生，舉成化四年（1468年）戊子科浙江鄉試第二十七名。成化十一年（1475年）乙未科會試第二百七名，殿試登進士第二甲第三十七名，弘治年間，擔任刑部郎中，后升任泉州府知府，为官愛民。後调任九江府知府。

## 家族
曾祖父李夢生。祖父李文英。父亲李瑄。